# Утяшева, Ляйсан Альбертовна
Ляйса́н Альбе́ртовна Утя́шева (баш. Ләйсән Альберт ҡыҙы Үтәшева; род. 28 июня 1985, пгт Раевский, Альшеевский район, Башкирская АССР, РСФСР, СССР) — российская спортсменка, заслуженный мастер спорта по художественной гимнастике, многократная победительница российских и международных соревнований, двукратная чемпионка Европы в командном зачёте (2002, 2004, в качестве запасной), обладательница Кубка мира 2001/02, победительница Юношеских игр стран СНГ и Балтии 2002 года, телеведущая, спортивный комментатор.

## Биография

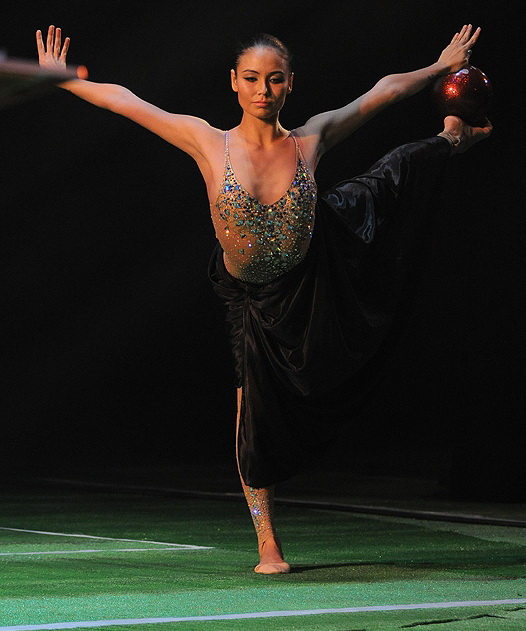
Ляйсан Утяшева в 2008 г. Показательное выступление.

Родилась в семье Альберта и Зульфии Утяшевых, историка и библиотекаря. В одном из интервью указала, что является башкиркой наполовину (по матери), добавив, что в её жилах течёт татарская, польская и русская кровь (у отца смешанное происхождение). Приняла православие, ранее исповедовала ислам. Дед Султангарей Кираев длительное время был главой Раевского посёлка.
В 1989 году семья переехала в Волгоград. Родители намеревались отдать Утяшеву в балетную школу, но случайно в очереди в магазин девочку заметила тренер по гимнастике Надежда Касьянова, отметив необычайную гибкость суставов. С 1994 года занималась у Татьяны Сорокиной. В 1997 году переехала в Москву, тренировалась под руководством Аллы Яниной и Оксаны Скалдиной. В 1999 году Утяшевой было присвоено звание мастера спорта.
В 2000 году стала серебряным призёром турнира памяти Оксаны Костиной. На 2001 и 2002 годы пришлись самые значительные победы: в сентябре 2001 года Утяшева стала абсолютной победительницей во всех шести дисциплинах на этапе Кубка мира в Берлине, в октябре выиграла золото чемпионата мира в Мадриде в командном первенстве. Позже была лишена медали из-за дисквалификации партнёров по команде Кабаевой и Чащиной. Спортсменке было присвоено звание мастера спорта международного класса.
С 2002 года Утяшева тренировалась под руководством Ирины Винер и Веры Шаталиной. После второго места на международном турнире в Словении в мае победила в неофициальном чемпионате мира в городе Корбей-Эсон. В июне стала победительницей Юношеских игр в Москве в многоборье и в трёх видах (скакалка, мяч, булава). В сентябре 2002 на показательных выступлениях в Самаре из-за неудачного приземления на плохо подготовленные маты отбила ступню. Обследование травмы не выявило, и Утяшева продолжала соревноваться, что усугубило ситуацию. Спортсменка неоднократно жаловалась на боли в ногах, но и повторные обследования ничего не обнаруживали, что давало недоброжелателям повод утверждать, что Утяшева симулирует травму. В декабре 2002 в результате магнитной томографии был поставлен диагноз: множественные переломы ладьевидной кости одной ноги и расхождение из-за постоянного переноса нагрузки костей ступни другой ноги. Было опасение, что спортсменка не только будет вынуждена завершить карьеру, но и не сможет ходить. Российскими хирургами было проведено 5 операций, был вставлен штифт, скрепляющий переломы ладьевидной кости, но они не срастались. В 2004 году Утяшева вновь выступала в составе сборной России, стала чемпионкой Европы в командных соревнованиях, побеждала на международных турнирах в Латвии, Франции. Собиралась выступать по крайней мере до пекинской Олимпиады, но в апреле 2006 года на очередной тренировке у неё вылетело колено, был наложен гипс. После этого приняла решение оставить спорт.

## После спорта
После завершения карьеры Утяшева была соведущей передачи «Главная дорога» на НТВ, ведущей телепередачи «Фитнес со звёздами» на телеканале «Живи». В мае 2007 года дебютировала с сольной партией в балете «Болеро» в театре «Новая опера».
С февраля 2008 по июнь 2010 года — ведущая программы «Сегодня утром» на НТВ.
В августе 2008 года представила автобиографический роман «Несломленная».
В ноябре 2009 года состоялась премьера танцевального шоу Утяшевой «Знак бесконечности».

С сентября 2010 года в программе «НТВ утром» вела рубрику, посвящённую утренней гимнастике.

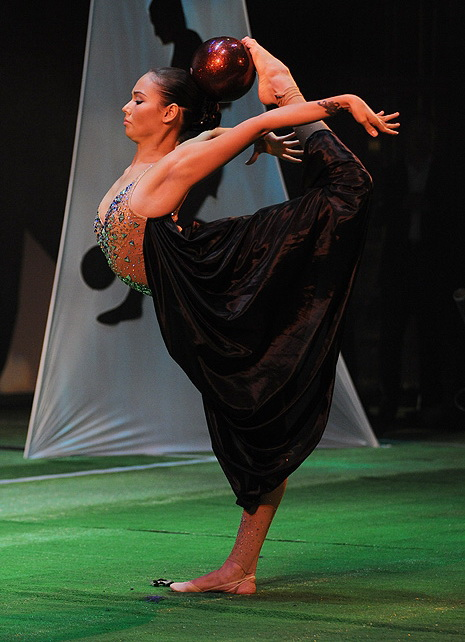
Ляйсан Утяшева — художественная гимнастика

На телеканале «Спорт Плюс» вела программу «Личный тренер».
15 октября 2011 года на НТВ стартовала авторская программа «Академия красоты с Ляйсан Утяшевой».
11 марта 2012 года от сердечного приступа в возрасте 47 лет скончалась мать спортсменки, Зульфия Утяшева.
22 марта 2012 года стартовала программа Утяшевой «Кафе романтика» на радио «Romantika».
В 2012 году исполнила одну из ролей в сериале «Чемпионки».
С 23 августа 2014 по 24 апреля 2021 года была ведущей программы «Танцы» на ТНТ.
14 февраля 2015 года вышел совместный клип с певицей Ёлкой на песню «Я тебя буду ждать» из альбома «Точки расставлены».
Чемпионка мира и Европы по художественной гимнастике Ляйсан Утяшева стала послом чемпионата мира по футболу 2018 года. Презентация легендарного кубка Чемпионата мира по футболу FIFA в Екатеринбурге началась с пресс-конференции, где Утяшева жонглировала футбольным мячом.
Озвучила Тиану в мультфильме «Ральф против интернета», Альфиду в мультфильме «Снежная Королева: Зазеркалье», Надю Беттерман в мультфильме «Семейка Крудс: Новоселье», Жар-птицу в фильме «Конёк-горбунок».
1 октября 2017 года в Казани состоялась премьера танцевального шоу Утяшевой Bolero режиссёров-постановщиков Екатерины Решетниковой и Игоря Рудника, где Утяшева выступила автором идеи, продюсером и исполнительницей главной роли. Прокат шоу длился 4 года и проходил по разным городам и странам. Заключительный показ состоялся 1 июня 2021 года в Воронеже.
С 1 апреля 2020 по 9 апреля 2021 года на своём YouTube-канале (более 600.000 подписчиков) вела проект «Зарядка онлайн».
С 31 мая 2021 года ведёт на этом канале проект «Дерзкая готовка», участниками которой становятся блогеры, герои кино и шоу-бизнеса.
С 28 августа 2021 по 24 декабря 2022 года — ведущая программы «Новые танцы» на ТНТ.
9 апреля 2022 года в Нижнем Новгороде состоялась премьера пластического спектакля «Carmen P.S.» режиссёра-постановщика Анастасии Вядро, в котором Утяшева исполнила одну из танцевальных партий, а также выступила в качестве продюсера. Его прокат продолжается по городам России.
С 12 ноября по 31 декабря 2022 года вела первое реалити-шоу в жанре детектива «Наследники и самозванцы» на телеканале «ТВ-3».
С 4 марта 2023 по 16 марта 2024 года — ведущая 4-х сезонов кулинарного шоу «Вкусно с Ляйсан» на «ТВ-3». С июня 2023 по март 2025 года вместе с супругом и шоуменом Павлом Волей вела реалити-шоу «Выжить в...» на ТНТ.
В 2024 году начала вести «Игры без границ» с соведущими Романом Нагучевым и Тамби Масаевым.

## Личная жизнь
25 ноября 2012 года вышла замуж за актёра и шоумена Павла Волю. 14 мая 2013 года в Майами родила сына Роберта, 5 мая 2015 родила дочь Софию. Семья жила[уточнить] в таунхаусе в 45 км от Москвы по Новорижскому шоссе.
В октябре 2012 года пресса сообщала о судебном имущественном споре между Утяшевой и её бывшим возлюбленным, 34-летним бизнесменом Валерием Ломадзе, с которым Утяшева познакомилась в 2010 году и в квартире и на даче у которого вместе с матерью проживала некоторое время. Предметом спора, по данным СМИ, стали денежные средства и автомобиль BMW X6. После разбирательства в судах, длившихся с 2012 по 2014 год, Утяшева урегулировала финансовый конфликт с Ломадзе.

## Награды
- Мастер спорта России (1999)
- Мастер спорта России международного класса
- Заслуженный мастер спорта России (1 июля 2010)[34]